# محمد رحیمی آبکناری
محمد رحیمی آبکناری ( زاده ۱۳۰۱ - درگذشته ۱۳۷۳) سپهبد نیروی زمینی شاهنشاهی ایران و آخرین رئیس آجودانی ستاد بزرگ ارتشتاران  بود. او از امضا کنندگان اعلامیه بی‌طرفی ارتش در روز ۲۲ بهمن ۱۳۵۷ می‌باشد.
رحیمی آبکناری در سال ۱۳۵۹ به دلیل معاونت اجرایی ارتشبد اویسی در زمان حکومت نظامی تهران توسط کمیته انقلاب اسلامی و به دستور دادستان انقلاب تهران دستگیر و به مدت ۶ سال زندانی شد.